# Кий (село)
Кий — село в Джейрахском районе Ингушетии. Входит в сельское поселение Гули.

## География
Расположено на юге республики Ингушетия, на берегу реки Тетрицкали, в 13 километрах на восток (по прямой) от Гули, административного центра поселения. Ближайшие населенные пункты: Лейми, Оздиг, Кхарт.

### Часовой пояс
Село Кий, как и вся Республика Ингушетия, находится в часовой зоне МСК (московское время). Смещение применяемого времени относительно UTC составляет +3:00.

## Население
| 2010 |
| ---- |
| 0    |

## Инфраструктура
Отсутствует.